# Supershirt
Supershirt war eine deutsche Electronic-Band aus der Umgebung von Rostock, mittlerweile leben die Bandmitglieder aber in Berlin. Die Band stand beim Label Audiolith unter Vertrag.

## Bandgeschichte

### Gründung und erste Erfahrungen
Die Gründungsmitglieder Henry Witt und Hendrik Menzl lernten sich um 2000 an ihrem Gymnasium kennen und beschlossen später, eine Hip-Hop Formation zu bilden. Zunächst unter dem Namen Halbe Hemden veröffentlichte das Duo 2004 eine EP mit eigenen Songs. Nachdem sie ihren eigenen Songs durch Remixes einen mehr dem Elektro naheliegenden Klang verpasst hatten und sich zudem in der Hip-Hop-Szene nicht recht zuhause fühlten, beschloss die Gruppe eine Umbenennung in Supershirt und konzentrierte sich künftig mehr auf elektronische Musik.

### Erstes Album
Das erste Album der Gruppe, Du Bist Super, entstand in den Jahren 2006 und 2007 und erschien am 19. Oktober 2007 beim Label Audiolith. Das Album enthält dreizehn Tracks und hat eine Spielzeit von 46:21 min. Stilistisch bewegt sich die Musik im Bereich des Elektro, weist aber auch viele Elemente aus Pop und Hip-Hop auf. Die Akzentuierung variiert dabei von Song zu Song. Die Single-Auskopplung Strawberry High hat daher mehr Pop-Elemente als ihr Pendant Teitmaschine, das noch stärker von den Hip-Hop-Ursprüngen des Duos beeinflusst wird.
Nach der Veröffentlichung tourte Supershirt ausgiebig durch Deutschland, Österreich und die Schweiz.

### Zweites Album
Im Jahr 2009 begannen Supershirt ihre Arbeit am zweiten Album 8000 Mark. Am 18. September war die Vorab-Single 8000 Mark erschienen, woraufhin am 23. Oktober 2009 das Album folgte, wie auch der Vorgänger bei Audiolith. Mit elf Titeln und einer Spielzeit von 39:54 min. ist es etwas kürzer als das Debüt.
Der Stil baut auf dem von Du Bist Super auf, orientiert sich aber mehr an Elektro und nun auch Electropunk als bisher, was auf den Einfluss von Künstlern wie Egotronic zurückgeführt werden könnte, die ebenfalls bei Audiolith unter Vertrag stehen. Auch die Texte sind dementsprechend politischer und kritischer geworden. Mit German Psycho wird das Verhalten vieler Deutscher kritisiert, indem gezielt Widersprüche konstruiert werden, die widersprüchliches oder scheinheiliges Verhalten deutlich machen sollen:
Auf dem Fahrrad zur Arbeit – Und ein Benz in der Tiefgarage
Ein Twitter Account – Aber Angst vor Spionage
In Mutters Probleme werden Neugierde und Sensationslust kritisiert, in Justus auf eher ironische Weise eine ganze Reihe von Problemen in der deutschen Gesellschaft und Politik thematisiert.
Nach dem Album erschien am 25. Dezember die Download-EP Nachtjacke, welche neben dem namensgebenden Titel auch Remixes von Nachtjacke und 8000 Mark, den Titel Haue und den nur so verfügbaren Titel Schutt enthält.
Im Frühjahr 2010 gingen Supershirt wieder auf Tour. Dabei wurde auch ein neues Bandmitglied gewonnen. Marco Pilzecker spielte zunächst inoffiziell auf der Gitarre, wurde dann aber im Blog der Band als offizielles neues Mitglied angekündigt.

### Split-EP mit Captain Capa
Im Oktober 2010 veröffentlichten Supershirt zusammen mit Captain Capa die Split-EP Tote Tiere, die wie die Vorgänger auf Audiolith erschienen ist.
Zeitgleich gingen beide Bands auf eine mehrmonatige Deutschland-Tournee.

### Drittes Album
Am 30. September 2011 erschien das dritte Album Kunstwerk.
Am 10. März 2015 gab die Band über Audiolith Records ihre Auflösung bekannt. Ende des Jahres fanden noch einige Abschiedskonzerte statt.

## Diskografie

### Alben
- 19. Oktober 2007: Du Bist Super (Audiolith)
- 23. Oktober 2009: 8000 Mark (Audiolith)
- 30. September 2011: Kunstwerk (Audiolith)

### Singles und EPs
- 31. August 2007: Teitmaschine
- 18. September 2009: 8000 Mark
- 25. Dezember 2009: Nachtjacke EP (nur Download)
- 8. Oktober 2010: Tote Tiere (Split-EP mit Captain Capa)
- 9. September 2011: Die Langweiligsten Orte der Welt
- 22. Juni 2012: Brennende Flügel
- 9. Mai 2014: Der Vierte Affe EP[4]